# Betty Lou Keim
Betty Lou Keim (Malden, 27 settembre 1938 – Chatsworth, 27 gennaio 2010) è stata un'attrice statunitense.

## Filmografia parziale

### Cinema
- Quegli anni selvaggi (These Wilder Years), regia di Roy Rowland (1956)
- Gioventù ribelle (Teenage Rebel), regia di Edmund Goulding (1956)
- Fermata per 12 ore (John Steinbeck's The Wayward Bus), regia di Victor Vicas (1957)
- Qualcuno verrà (Some Came Running), regia di Vincente Minnelli (1958)

### Televisione
- Lights Out – serie TV, episodio 4x38 (1952)
- The Alcoa Hour – serie TV, episodio 1x10 (1956)
- The Deputy – serie TV, 23 episodi (1959-1960)

## Doppiatrici italiane
- Vittoria Febbi in Quegli anni selvaggi, Qualcuno verrà
- Dhia Cristiani in Gioventù ribelle
- Rita Savagnone in Fermata per 12 ore